# Tatra (companie)

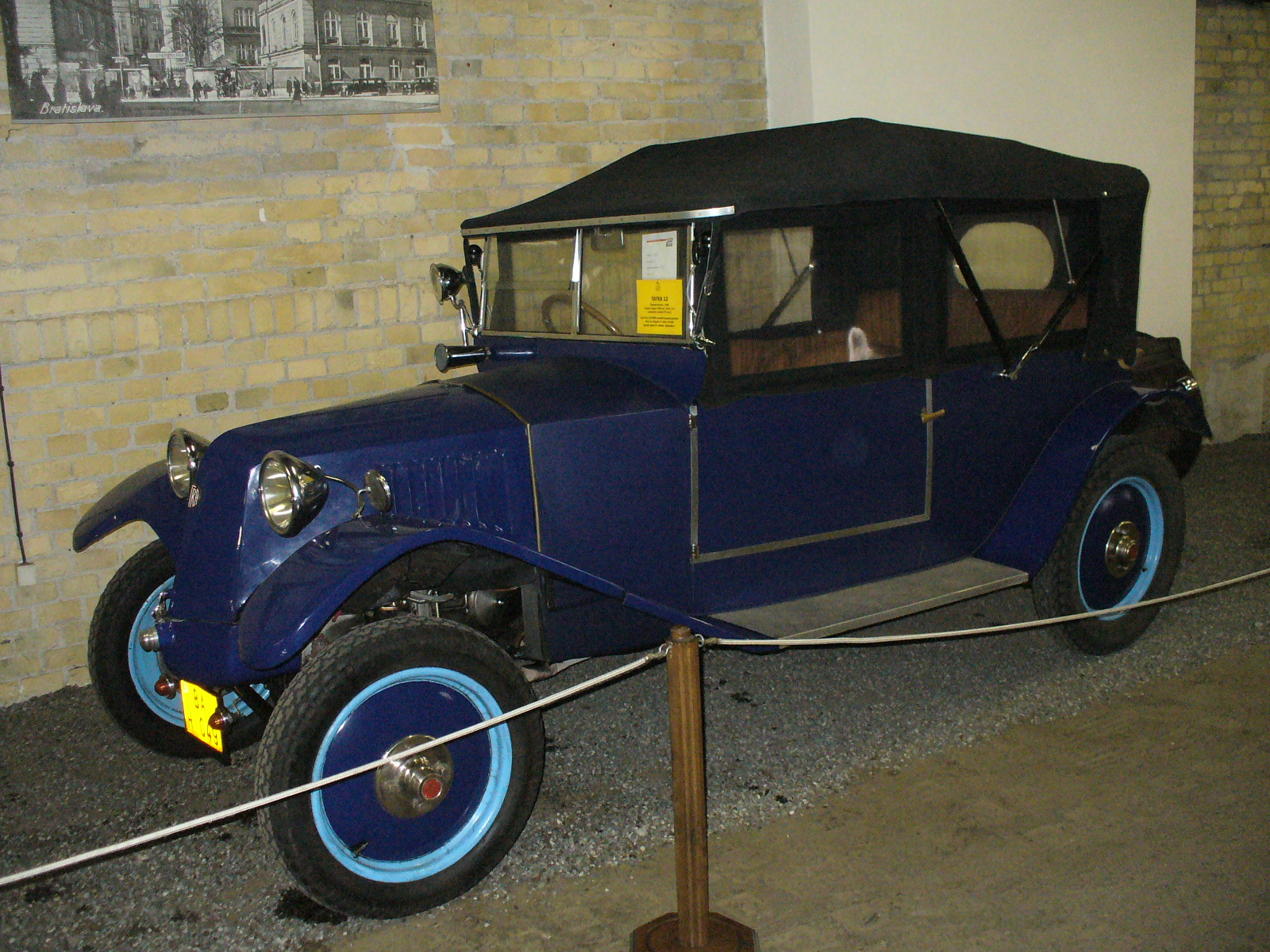
Tatra 12

Tatra Trucks a.s. este un producător ceh de automobile cu sediul în Kopřivnice. Tatra este una dintre cele mai vechi mărci auto.
Întreprinderea Tatra a apăut în 1924 prin fuziunea a două societăți: Nesselsdorfer Wagenbau-Fabriks-Gesellschaft (fondată în 1850) și fabrica de vagoane Ringhoffer AG (fondată în 1852) din Praga-Smíchov. 